# Габинский, Григорий Аронович
Григо́рий Аро́нович Габи́нский   (1929—1994) — советский и российский философ и религиовед, специалист по философии религии, эстетики и музыковедения. Доктор философских наук, профессор. Заслуженный деятель науки Российской Федерации. Один из авторов «Атеистического словаря».

## Биография
Окончил философский факультет МГУ имени М. В. Ломоносова.
В 1964 году в МГПИ имени В. И. Ленина защитил диссертацию на соискание учёной степени кандидата философских наук по теме «К критике современной христианской апологетики».
В 1975 году в МГПИ имени В. И. Ленина защитил диссертацию на соискание учёной степени доктора философских наук по теме «Наука, технология и чудо: Критика богословских концепций».
В 1977—1993 годы — доцент, профессор и заведующий кафедрой философии Орловского государственного педагогического института.
Неоднократно получал благодарности от редакций областных газет «Орловская правда» и «Орловский комсомолец» за его серьёзные статьи по вопросам взаимоотношений философии и религии, которые вызывали широкий отклик у читателей.

## Награды
- Заслуженный деятель науки Российской Федерации (31 декабря 1992) - за заслуги в научной деятельности[4]

## Научные труды

### Диссертации
- Габинский  Г. А. К критике современной христианской апологетики / Автореферат дис. на соискание ученой степени кандидата философских наук. — М.: Моск. гос. пед. ин-т им. В. И. Ленина, 1964. — 23 с.
- Габинский  Г. А. Наука, технология и чудо: Критика богословских концепций / Автореф. дис. на соиск. учен. степени д-ра филос. наук. (09.00.06). — М.: Моск. пед. ин-т им. В. И. Ленина, 1975. — 45 с.

### Монографии
- Габинский  Г. А., Кокин М. К. Медицина и религия / М. Кокин, заслуж. врач РСФСР канд. мед. наук, Г. Габинский. — Орёл: Орловское книжное издательство, 1961. — 39 с.
- Габинский  Г. А., Кокин М. К. Религия и психические болезни / М. Кокин, заслуж. врач РСФСР канд. мед. наук, Г. Габинский. — Орёл: Орловское книжное издательство, 1962. — 48 с.
- Габинский  Г. А. Верую, потому что нелепо: (Логика против религии). — М.: Госполитиздат, 1963. — 87 с.
- Габинский  Г. А. Критики христианской апологетики / Акад. обществ. наук при ЦК КПСС. Ин-т науч. атеизма. — М.: Мысль.
- Габинский  Г. А., Кокин М. К. Религия и психические болезни / Канд. мед. наук М. К. Кокин и канд. философ. наук Г. А. Габинский. — 2-е изд. — М.: Медицина, 1969. — 39 с. — (Научно-популярная медицинская литература).
- Габинский  Г. А. Наука и религиозный модернизм / Г. А. Габинский, канд. философ. наук. — О-во "Знание" РСФСР. Науч.-метод. совет по пропаганде науч. атеизма, 1970. — (В помощь лектору).
- Габинский  Г. А. Теология и чудо: Критика богословских концепций. — М.: Мысль, 1978. — 295 с. — 40 000 экз.
- Габинский  Г. А. В поисках чуда. — М.: Политиздат, 1979. — 88 с. — (Беседы о мире и человеке). — 200 000 экз.
- Габинский  Г. А. Божественное откровение и человеческое познание. — М.: Политиздат, 1989. — 127 с. — (Беседы о мире и человеке). — 100 000 экз. — ISBN 5-250-01047-4.

### Научная редакция
- Большой путеводитель по Библии / Г. Беллингер и др. ; пер. с нем. Ю. Вейнгольда и др. ; общ. ред. Г. Габинского. — М.: Республика, 1993. — 479 с. — 51 000 экз. — ISBN 5-250-01652-9.

### Переводы
- Клор О. Естествознание, религия и церковь = Naturwissenschaft, Religion und Kirche / Пер. с нем. и предисл. Г. А. Габинского. — М.: Госполитиздат, 1960. — 133 с. — (Научная библиотека атеиста).
- Эспер К.-Г. Кто создал богов? = Weh Schuf die Cotter? / Пер. с нем. Г. А. Габинский. — М.: Госполитиздат, 1964. — 80 с. — 110 000 экз.